# Polyrhachis cheesmanae
Polyrhachis cheesmanae är en myrart som beskrevs av Horace Donisthorpe 1937. Polyrhachis cheesmanae ingår i släktet Polyrhachis och familjen myror. Inga underarter finns listade i Catalogue of Life.